# Театральный музей (Греция)
Афинский театральный музей (иногда Театральный музей Греции) — музей в Афинах и одновременно центр по исследованию театра Греции.

## История
Основан в 1938 году греческим обществом писателей и возглавляемый греческим историком театрального искусства Яннисом Сидерисом. В 1976 руководителем музея стал греческий драматург Манолис Корес. С 1977 года экспозиция театра располагалась в помещениях цокольного этажа Культурного центра при Мэрии Афин.
20 сентября 2010 года музей получил собственное здание после решения городского совета, который проголосовал за десятилетнюю концессию на использование неоклассического здания, недавно приобретенного афинской мэрией.

## Фонды
В фондах Афинского театрального музея хранится широкий выбор книг о театре, изданных начиная с 1740 года, а также серия цифровых записей греческого театра с 1901 года. В экспозиции представлены фотографии, рабочие сценарии, костюмы и личные вещи известных греческих театральных актёров.
Действующий глава совета музея Гергусаропулос отметил, что музей ежегодно посещает не менее 50 тысяч студентов, а на основе архивных материалов музея уже написано 90 научных диссертаций.